# Крос-культурні дослідження
Крос-культурні дослідження — тип наукового пошуку, згідно з яким поведінку людини та соціальних груп вивчають у контексті їхніх культурних особливостей.
У крос-культурному дослідженні головну увагу акцентують на спільних і відмінних рисах у структурі, функціонуванні та розвитку певних соціальних й психологічних феноменів у різних культурних групах.
Дослідження цього типу мають два рівні: перший — опис спільного та відмінного, другий — їхнє пояснення. Наукові проблеми першого рівня пов'язані з особливостями збору інформації, другого — з мотивацією дослідників, їхніми епістемологічними перевагами та ідеологічним контекстом досліджень у межах різних культур.

## Завдання
Головне завдання крос-культурного дослідження:
- перевірка універсальності наявних соціальних і психологічних теорій за допомогою порівняльного дослідження; відкриття нових феноменів, що існують у досліджуваних культурах, але відсутні у культурі ініціаторів досліджень;
- формулювання універсальних законів поведінки людей і соціальних груп, які б описували явища, спільні для усіх представників людського роду, не зважаючи на специфіку їхнього прояву в різних культурах.

Як дослідницький метод крос-культурне дослідження застосовували вже у ранній етнографії та антропології, як окремий тип дослідження вони утвердилися у межах психології. Зародження сучасної крос-культурної соціології пов'язують із виходом праці англійського етнографа та антрополога Е. Тейлора «On a method of investigating the development of institution: applied to laws of marriage and descent» («Про методи дослідження розвитку інститутів: щодо законів шлюбу та походження», 1889), у якій розкрито основи крос-культурного дослідження з використанням статистичного апарату.
Нині крос-культурна психологія є визнаним напрямом психологічного дослідження. Асоціація крос-культурної психології, засновану у 1972 р., об'єднує бл. 800 членів з понад 60-ти країн світу.

## Дослідження
У соціології інституалізація офіційних структур, пов'язаних з крос-культурними дослідженнями, відбувається повільніше, ніж у психології (варто відзначити лише Комітет порівняльної соціології Міжнародної соціологічної асоц.), натомість суттєві здобутки має традиція проведення таких досліджень. Відомі приклади — Вивчення взаємозв'язку соціальних структур та особистості М. Кона (1964—1996), Всесвітнє вивчення цінностей Р. Інґлхарта (розпочато 1981 р.), Європейське соціологічне дослідження (розпочато у 2002 р.).
Участь у цих дослідженнях взяли колективи науковців з:
- Інституту соціології НАНУ (під кер-вом Є. Головахи й А. Горбачика),
- Центру «Соціологічний моніторинг» (під керівництвом О. Балакіревої; обидва — Київ),
- Київського міжнародного інституту соціології (під керівництвом В. Паніотто та В. Хмелька).

З погляду методології крос-культурних досліджень інкорпорують кількісні та якісні способи наукового пошуку (обидві традиції мають тривалу історію взаємодії). Кількісна складова базується на психологічному тестуванні та репрезентативному опитуванні, якісна — на класичній польовій роботі в етнографії та сучасних розробках (кейс-стаді, нарратив. підхід, «обґрунтована теорія» тощо).
Сучасні науковці з метою розширення дослідницьких завдань, поглиблення розуміння проблеми дослідження та покращення доказової бази намагаються по можливості спільно застосовувати обидва підходи.